# Stellers zeearend
Stellers zeearend (Haliaeetus pelagicus) is een van de grootste zeearenden, behorende tot het geslacht Haliaeetus. Deze roofvogel is in 1811 door de van oorsprong Pruisische natuuronderzoeker Peter Simon Pallas geldig beschreven als Aquila pelagica. In veel talen wordt de vogel vernoemd naar de Duitse natuuronderzoeker Georg Wilhelm Steller die de roofvogel al eerder (maar ongeldig) als Aquila marina had beschreven.

## Beschrijving
Deze zwartachtig bruine roofvogels hebben een gele snavel. De veren op de staart, schouders en poten zijn wit. De wijfjes zijn (zoals bij bijna alle roofvogels) het grootst, ze kunnen tot 105 centimeter hoog worden en de spanwijdte van de vleugels kan tot 250 centimeter bedragen. De vogel wordt betrekkelijk zwaar: 7 tot 9 kilogram.

## Voortplanting
Deze arend bouwt verscheidene nesten (hoogte tot 150 cm; diameter tot 250 cm) hoog in sterke bomen of op een rots. Het is zelfs mogelijk dat sommige arenden zich verplaatsen naar een ander nest om daar te broeden. Hun broedgebied is voornamelijk het Russische schiereiland Kamtsjatka, de kuststreek rond de Zee van Ochotsk, de laagvlaktes rond de Amoer en de Sjantar-eilanden in Rusland.
Na de paring, die meestal plaatsvindt tussen februari en maart, legt het wijfje de eerste wit-groene eieren rond april-mei. Na een broedtijd van 39 tot 45 dagen, komen de jongen uit. Meestal overleeft maar 1 jong uit het nest. De pas uitgekomen jongen zijn grijs tot wit en krijgen pas achteraf een mooier verenkleed. Ze voeden de jongen voornamelijk zalm. De Stellers zeearend cirkelt boven het water en duikt dan in de hoop vis te vangen. De krachtige snavel is aangepast aan dit leven.
Na ongeveer 10 weken in het nest leren de jongen rond begin september vliegen. De jongen zijn seksueel volwassen na ongeveer 5 jaar. Hun volledig volwassen verenkleed krijgen ze pas na 8 tot 10 jaar.

## Verspreiding en leefgebied
Hij komt voor in Oost-Azië, voornamelijk de kusten van Japan, Rusland en China. Deze arend bewoont rotskusten aan zee en rond beboste meeroevers en rivieroevers.

## Status
De grootte van de populatie is in 2014 geschat op 6000-7000 individuen. Op de Rode lijst van de IUCN heeft deze soort de status kwetsbaar.

### Afbeeldingen

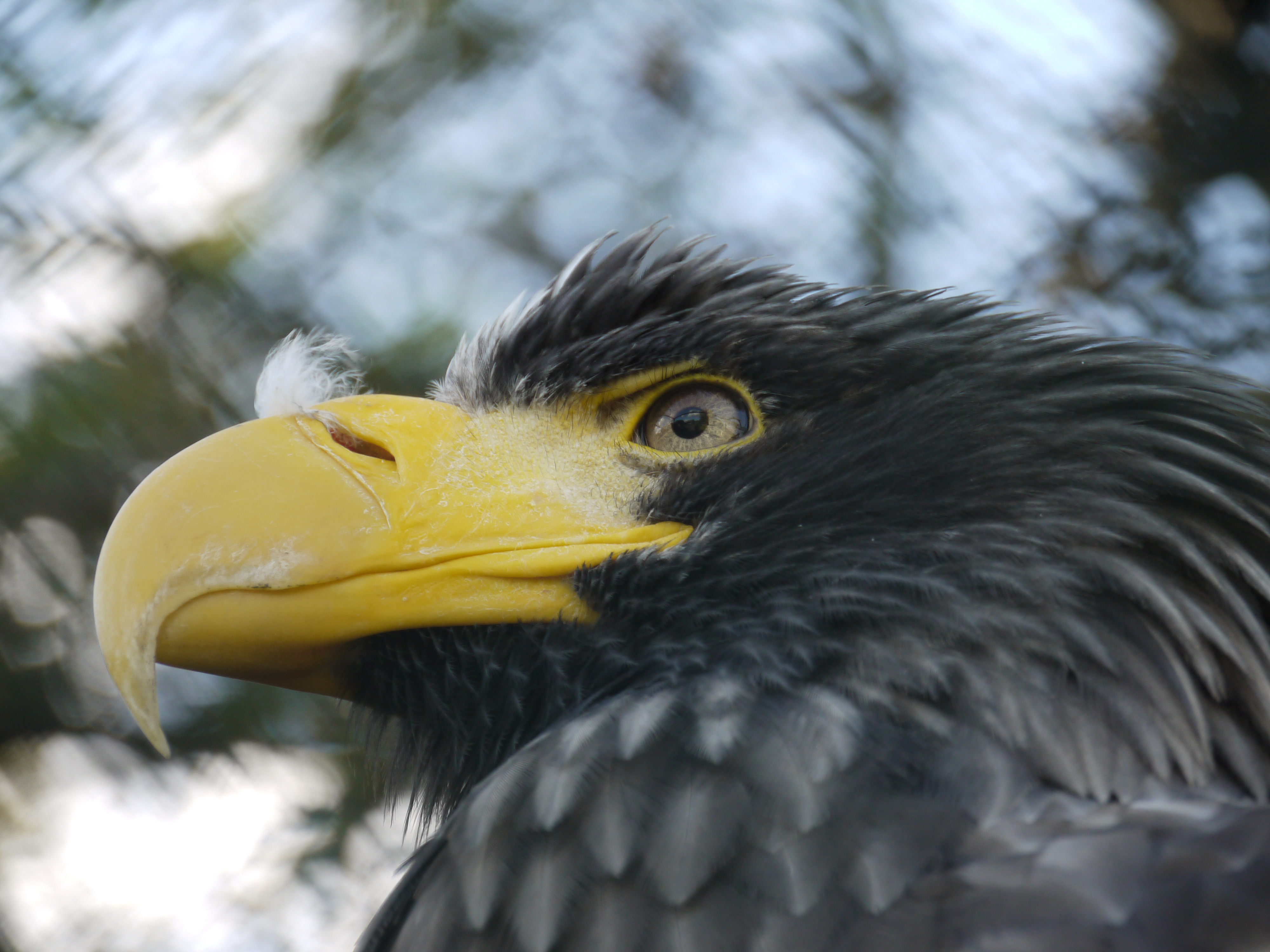
Kop van een volwassen Stellers zeearend
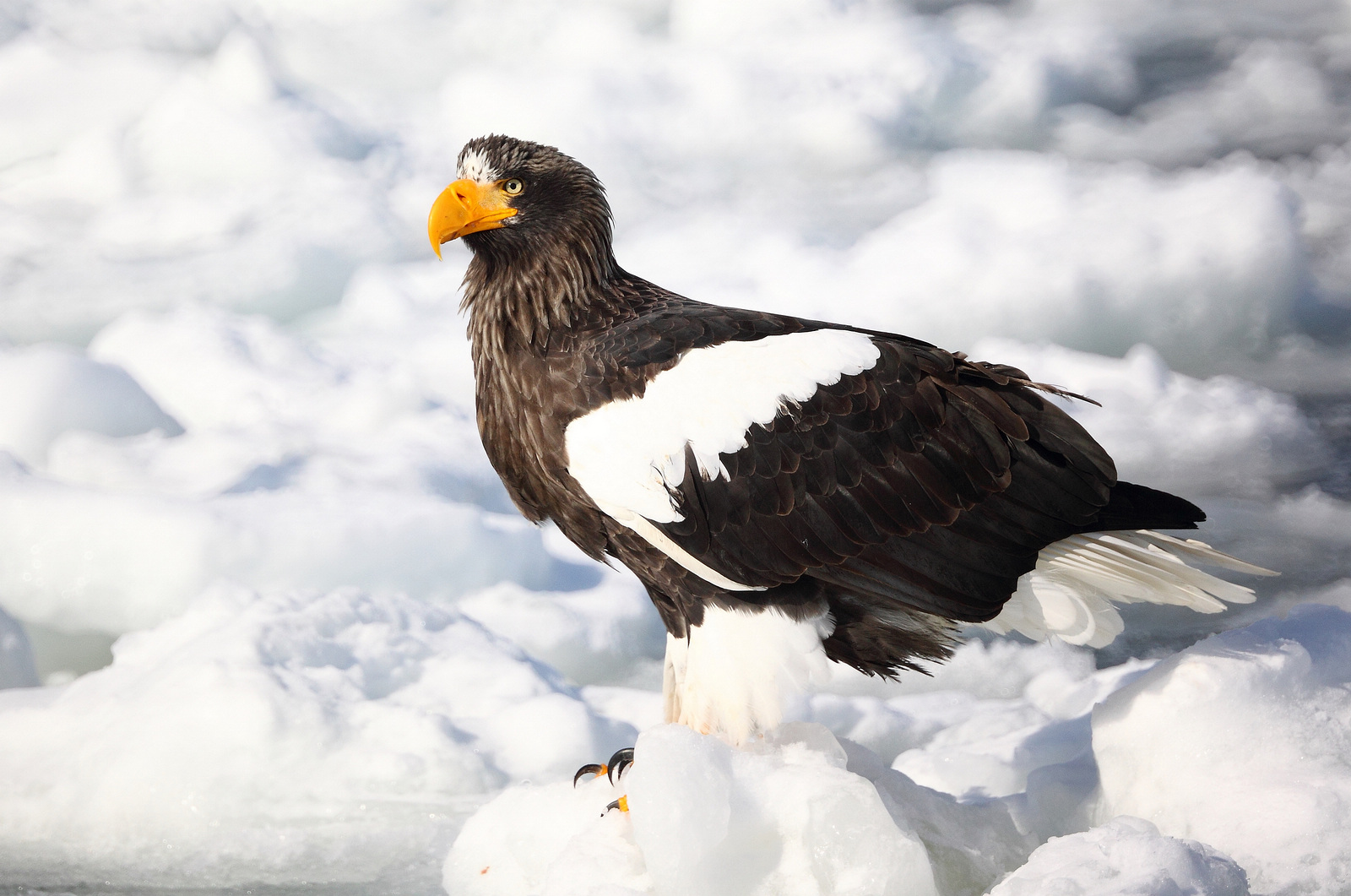
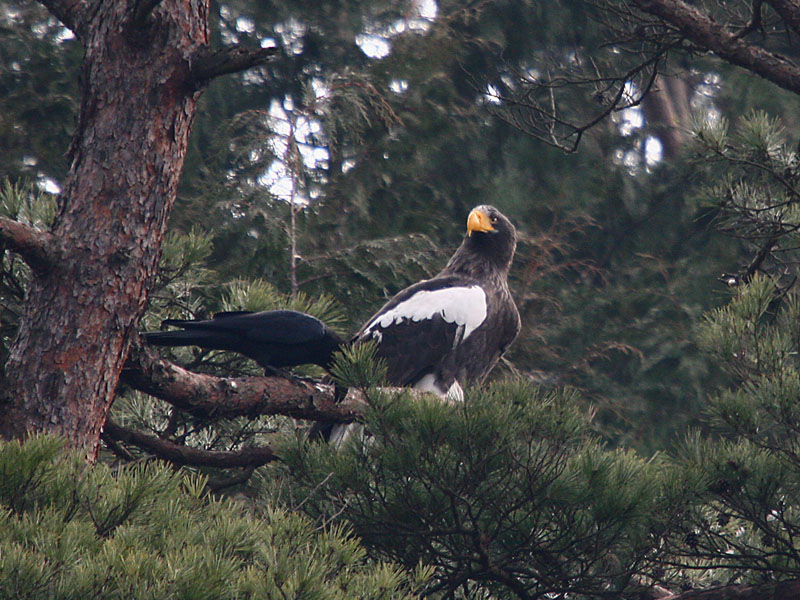
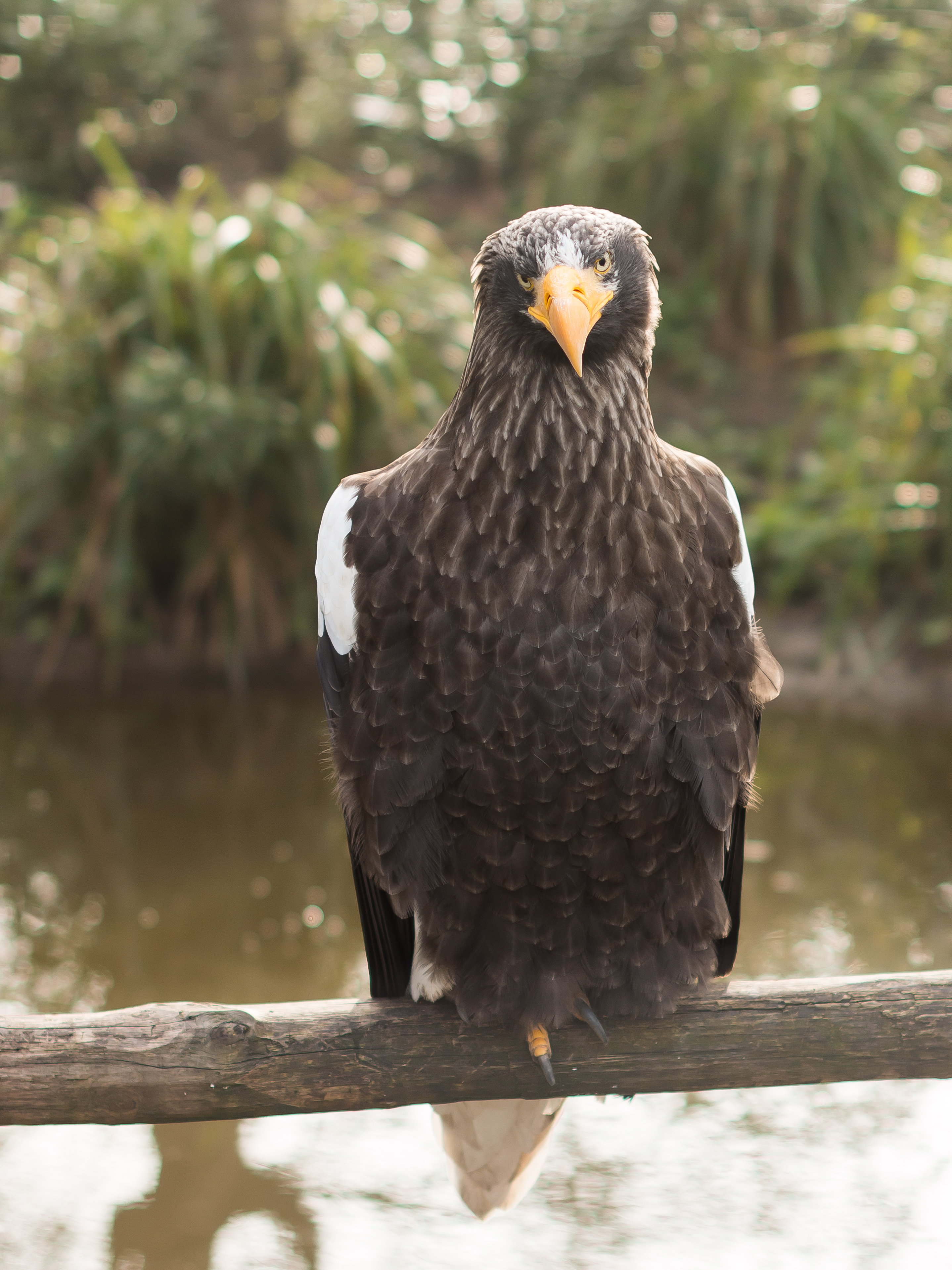
Stellers zeearend in Diergaarde Blijdorp
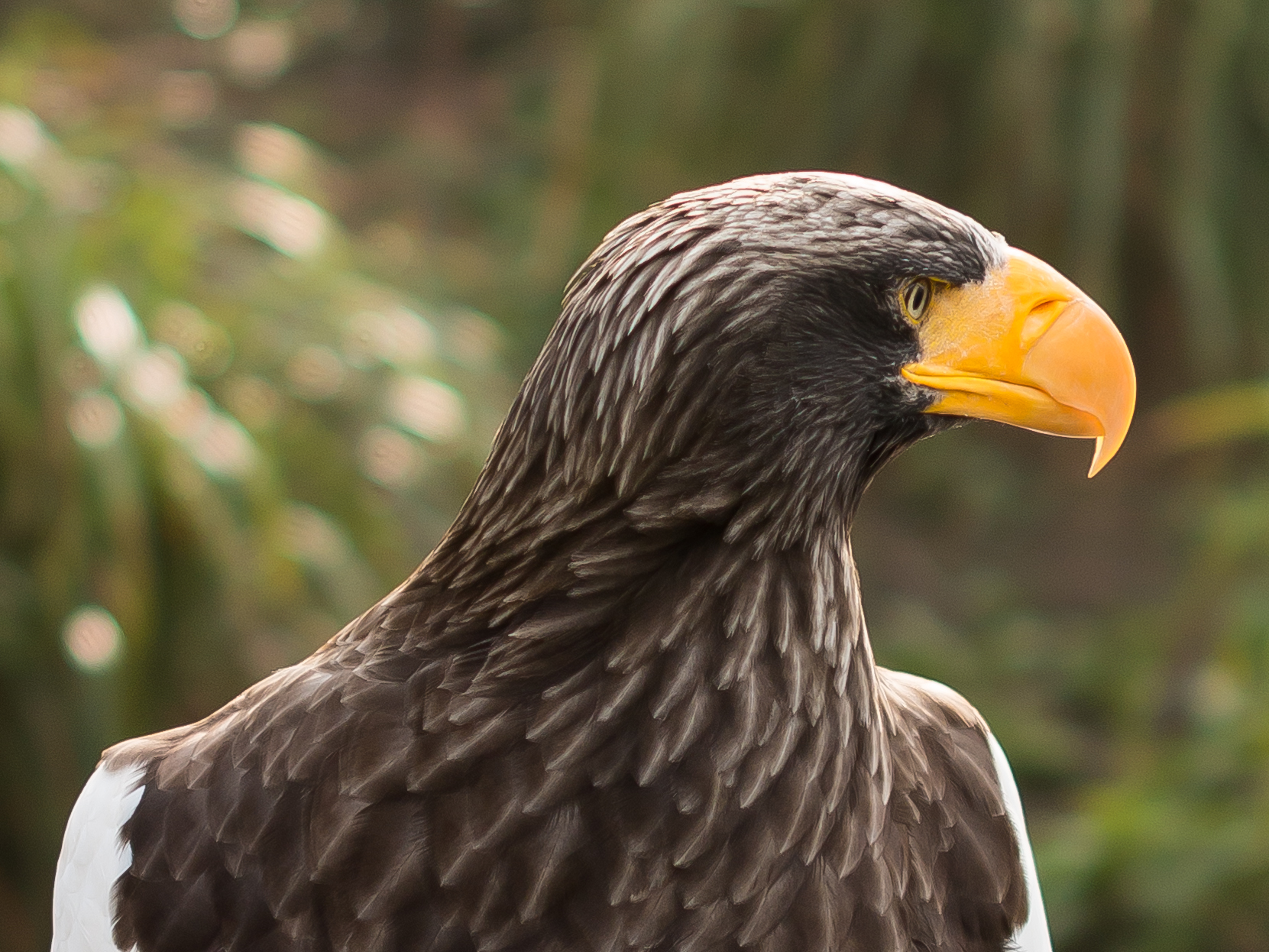
Stellers zeearend in Diergaarde Blijdorp